# Betelnusspalme

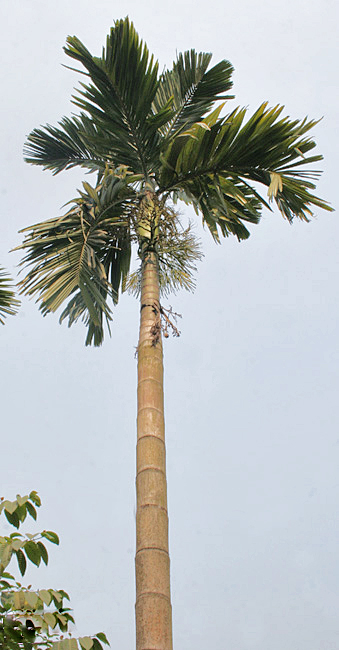
Betelnusspalmen in Kolkata, Indien

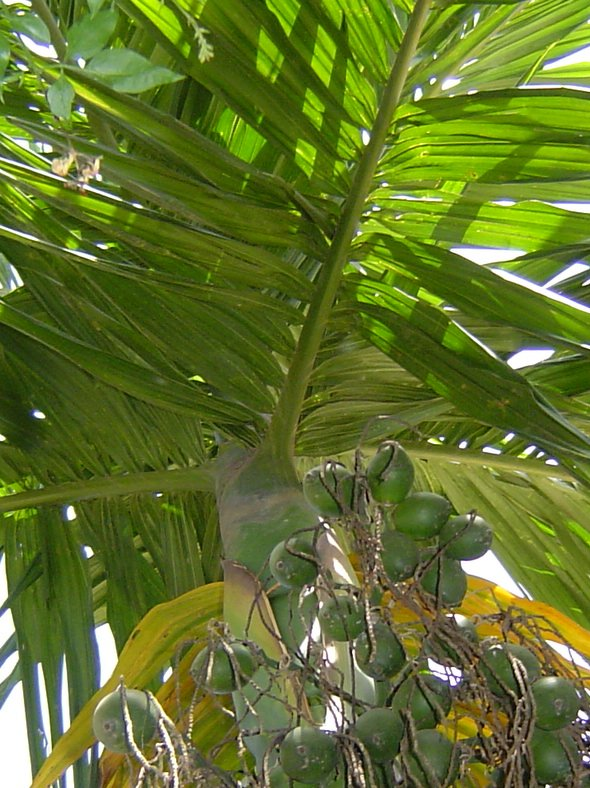
Betelpalme mit Früchten

Struktur von Arecolin

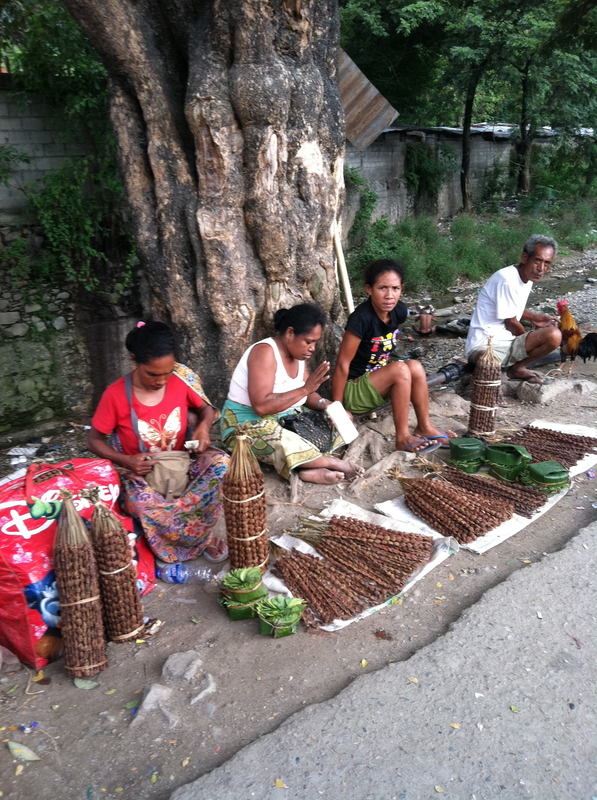
Frauen verkaufen Betelnüsse in Osttimor

Die Betelnusspalme (Areca catechu), auch Betelpalme, Katechupalme oder Arekapalme genannt, ist eine Pflanzenart aus der Familie der Palmengewächse (Arecaceae). Zusammen mit den etwa 60 anderen Arten aus der Gattung der Betelpalmen (Areca) ist sie im indo-malayischen Raum verbreitet.
Die Steinkerne („Nüsse“) der Früchte der Pflanze werden Betelnüsse (seltener Arekanüsse) genannt und vor allem in Asien als Droge konsumiert. Das traditionelle Kauen von Betelnüssen wird in Südostasien als Sirih-Pinang bezeichnet, in Indien und Bangladesch als Paan. Der Konsum von Betel macht abhängig und ist krebserregend. Mit derzeit mehr als einer halben Milliarde regelmäßigen Konsumenten ist Betel nach Koffein, Alkohol und Nikotin eine der am häufigsten konsumierten Drogen der Welt.

## Merkmale
Die Betelnusspalme bildet schlanke, einstämmige Fiederpalmen, die bis zu 25 m hoch werden können. Die Fiederblätter erreichen dabei Längen von bis zu 2 m. Sowohl die männlichen als auch die weiblichen Blüten stehen in zylindrischen Blütenrispen mit etwa 150–200 ovalen, orangen bis roten Steinfrüchten. Sie haben etwa die Größe eines Hühnereis, etwa 7 cm, und umschließen mit faserigem Fruchtfleisch einen 3–10 g schweren, braunen Steinkern. Die Steinkerne („Nüsse“) der Früchte werden Betelnüsse oder Arekanüsse genannt. 

## Vorkommen
Die Betelnusspalme ist eine alte Kulturpflanze, die von Südasien über ganz Südostasien bis zu den Inseln der Salomonen, nordöstlich bis Taiwan und den Philippinen, südlich bis nach Nordaustralien verbreitet ist. In Thailand wurden die Überreste von Betelnüssen gefunden, die auf über 7500 Jahre datiert werden. Angebaut wird die Pflanze außerdem in tropischen Regenwäldern in Ostafrika und auf Madagaskar.

## Taxonomie
Die Betelnusspalme wurde 1753 von Carl von Linné in Species Plantarum Band 2, Seite 1189 als Areca catechu erstbeschrieben.

## Nutzung

### Wirkstoffe
Überwiegend handelt es sich bei den Wirkstoffen der Pflanze um Alkaloide, der Gehalt beträgt dabei 0,3–0,6 %. Das Hauptalkaloid ist hierbei Arecolin, daneben sind Arecaidin, Arecolidin, Guvacolin und Guvacin vorhanden. Werden die Nüsse zerkaut, erfolgt teilweise eine Hydrolyse von Arecolin zu Arecaidin.

### Verwendung
Unreife Betelnüsse werden in Asien mit Betelschneidern kleingehackt. Üblicherweise werden diese in mit gelöschtem Kalk bestrichene Blätter gerollt, welche nicht von der Betelpalme, sondern vom Betelpfeffer (Piper betle) stammen. Der fertige Betelbissen (auch sirih) wird gekaut. Wegen des bitteren Geschmacks werden häufig Gewürze wie Pfefferminze, Lakritze oder auch Kautabak hinzugegeben. Der gelöschte Kalk bewirkt, dass das in den Nüssen befindliche Arecolin in Arecaidin und Methanol hydrolysiert, greift aber auch das Zahnfleisch an. Sinn der Umwandlung des Alkaloids in die freie Base ist die leichtere Resorbierbarkeit. Die Wirkstoffe werden nach dem Kauen im Mund direkt resorbiert und passieren rasch die Blut-Hirn-Schranke, was gegen Ermüdung wirkt. Das Betelkauen wird seit Jahrhunderten praktiziert, aktuellen Schätzungen zufolge in Ostafrika und Asien von mehr als 450 Millionen Menschen. Es wurde als vernachlässigtes Problem der öffentlichen Gesundheit beschrieben. Durch die Alkalisierung bilden sich Phlobatannine, welche den Speichel rot färben. Daher fand dies in Asien auch zum Färben der Lippen Verwendung.
Ähnliche „Nüsse“, chinesische Betelnüsse, liefert die Manilapalme Adonidia merrillii oder auch andere Palmen wie Areca caliso, Heterospathe elata und Livistona jenkinsiana u. a., sie sind aber ein schlechter Ersatz. 
Neben dem Konsum durch den Menschen findet Arecolin auch in der Tiermedizin Anwendung. Bei Rindern und Hunden wird es als Mittel gegen Eingeweidewürmer verwendet. Aus den grünen, unreifen Früchten können außerdem Gerbstoffe zum Färben gewonnen werden. 
Samen der Betelpalme keimen unter warmen und feuchten Bedingungen innerhalb einiger Wochen. Die Jungpflanzen werden gelegentlich in Blumengeschäften angeboten, lassen sich in Deutschland aber nur als Zimmerpflanzen halten, da sie keinen Frost vertragen. Die Blätter junger Betelpalmen vertragen zudem auch keine direkte Sonneneinstrahlung.
Aus gereinigten und gepressten Blättern der Betelpalme lassen sich formbeständige Gegenstände wie Einweggeschirr formen.

### Symptomatik
Der Konsum von Betelnüssen führt zum einen zu vermehrtem Speichelfluss und Wohlbefinden. Zum anderen dämpft er den Appetit. Die Wirkung ist ähnlich der von Alkohol. Weitere typische Symptome sind Übelkeit, starkes Schwitzen sowie ein Brennen im Mund- und Rachenraum. In einer hohen Dosis führen die Nüsse zu Bradykardie, Zittern, Erbrechen, Verwirrung, Krämpfen und Durchfall. Tod durch Atem- oder Herzstillstand kann die Folge sein.

### Pharmakologie
Die Wirkstoffe der Pflanze sind neurotoxisch, wirken anregend und sind giftig. Das enthaltene Arecolin wirkt parasympathomimetisch und aktiviert den muscarinergen Acetylcholin-Rezeptor. Es wirkt dabei ähnlich wie Pilocarpin. Die Auswirkung ist eine erhöhte sekretorische Drüsenaktivität, also vermehrter Speichelfluss. Hinzu kommt eine schwach betäubende Wirkung des Arecaidin. Dies beruht auf der verminderten GABA-Aufnahme in inhibierende Neuronen, welche durch die Substanz ausgelöst wird. Außerdem besitzt Arecaidin anregende und sedierende Eigenschaften. Die enthaltenen Alkaloide, eventuell auch Eugenol, sind mutagen und können zu Krebs in der Mundhöhle und Speiseröhre führen. In der Regel ist hierfür jedoch ein längerfristiger Konsum nötig. Die Aufnahme von 8–10 g Samen kann für einen Menschen tödlich sein. Die LD50 von Arecaidin für Mäuse liegt bei 850 mg/kg Körpergewicht bei einer oralen Aufnahme und bei 520 mg/kg bei einer intravenösen Applikation. Für Arecolin wurde eine LD50 bei Mäusen von 100 mg/kg subkutan und 34 mg/kg intravenös ermittelt.

### Erste Hilfe
Eine Magenspülung erfolgt nur nach der Aufnahme sehr großer Mengen, in der Regel ist die Gabe von Aktivkohle und Natriumsulfat ausreichend. Gegebenenfalls ist die Applikation von 1–2 mg Atropin als Gegengift notwendig. Nur bei schweren Vergiftungen erfolgt eine Intubation mit künstlicher Beatmung des Patienten. Bei Herzstillstand wird entsprechend eine Herzmassage beziehungsweise eine Schocktherapie durchgeführt. Notwendig ist auch eine Überwachung der Funktion von Leber, Nieren und Herz.

### Verkauf in Taiwan

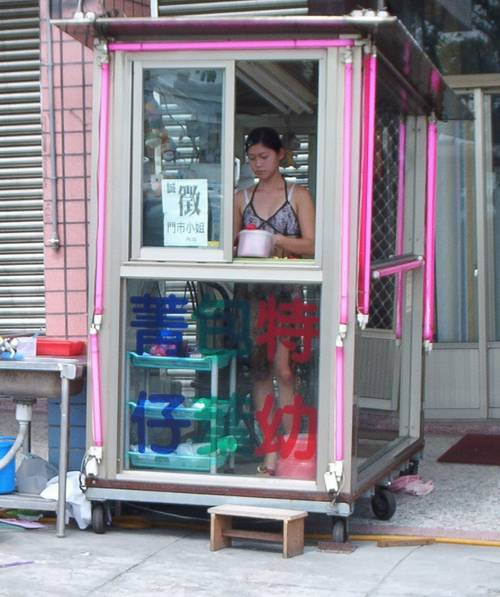
Ein Betelnuss-Mädchen im typischen taiwanischen Verkaufsstand

In Taiwan sind Betelnuss-Mädchen an jeder Straßenecke zu finden und verkaufen Betelnüsse. Da die Konkurrenz sehr hoch ist, sind die Verkäuferinnen oft nur spärlich bekleidet, um vor allem bei der männlichen Kundschaft ihren Absatz zu steigern. Die Verkaufsorte sind landesweit an großen Glasscheiben und an ihrer bunten Beleuchtung erkennbar. 
Taiwans Gesundheitsbehörde ist bestrebt, den Konsum einzudämmen. Regelmäßiges Kauen kann neben gelben Zähnen und schlechtem Atem auch Mundhöhlenkrebs verursachen, in Taiwan im Jahr 2011 die fünfttödlichste Krebsart. Die Diagnose Mundhöhlenkrebs erhalten in Taiwan pro Jahr rund 6000 Menschen.

### Tradition in Vietnam und Malaysia
In Vietnam ist die Betelnuss ein sehr wichtiges Symbol für die Ehe. In Malaysia ist sie traditionell ein Willkommensgruß für Gäste. Sie ziert die Flagge der Insel Penang.

### Betelmaß in Indien
In Pondichery galt als Stückmaß 1 Adoucu = 48 Blätter Betel.

## Bilder

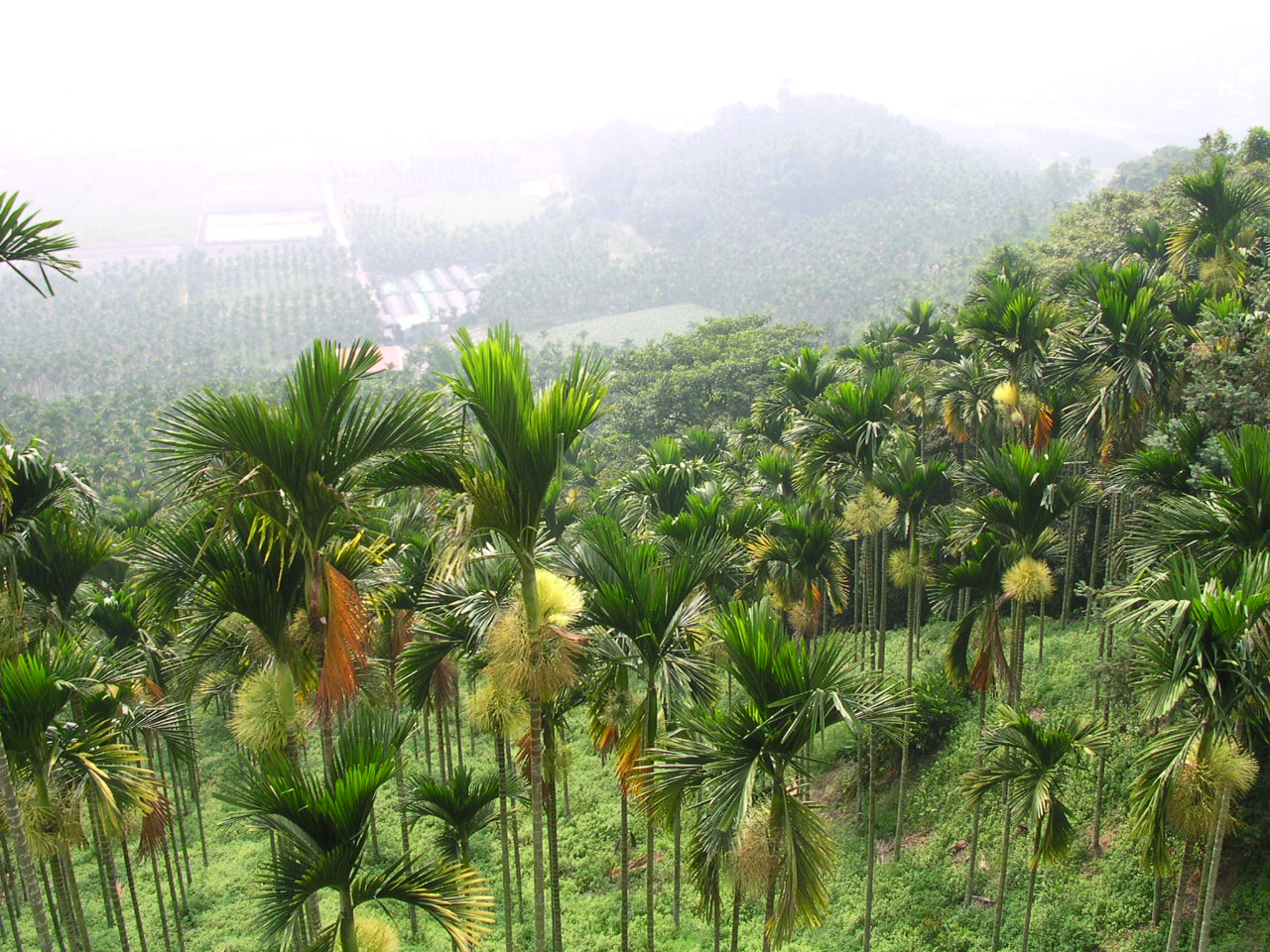
Areca catechu in einer Zucht-Plantage in Taiwan
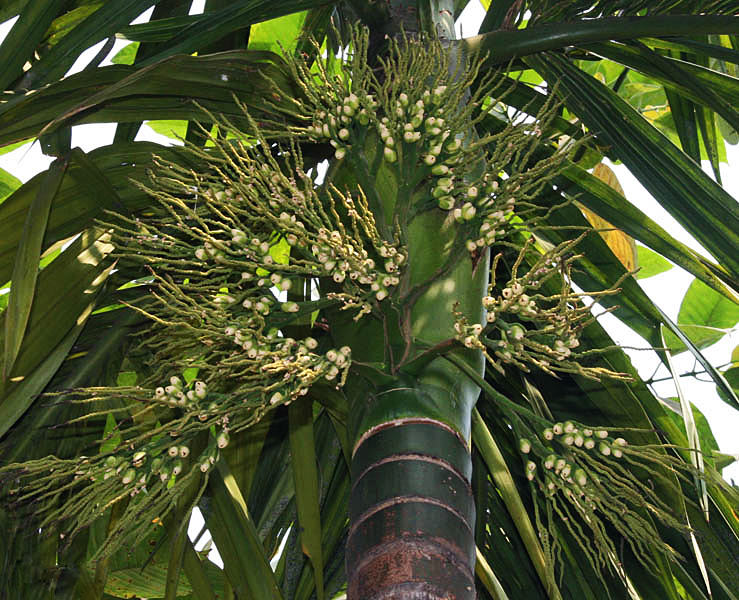
Betelnusspalme in Kalkutta, Indien
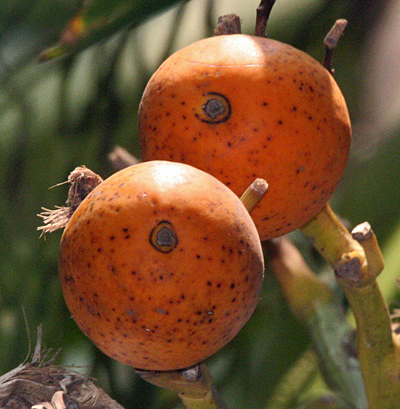
Früchte einer Betelnusspalme in Kalkutta
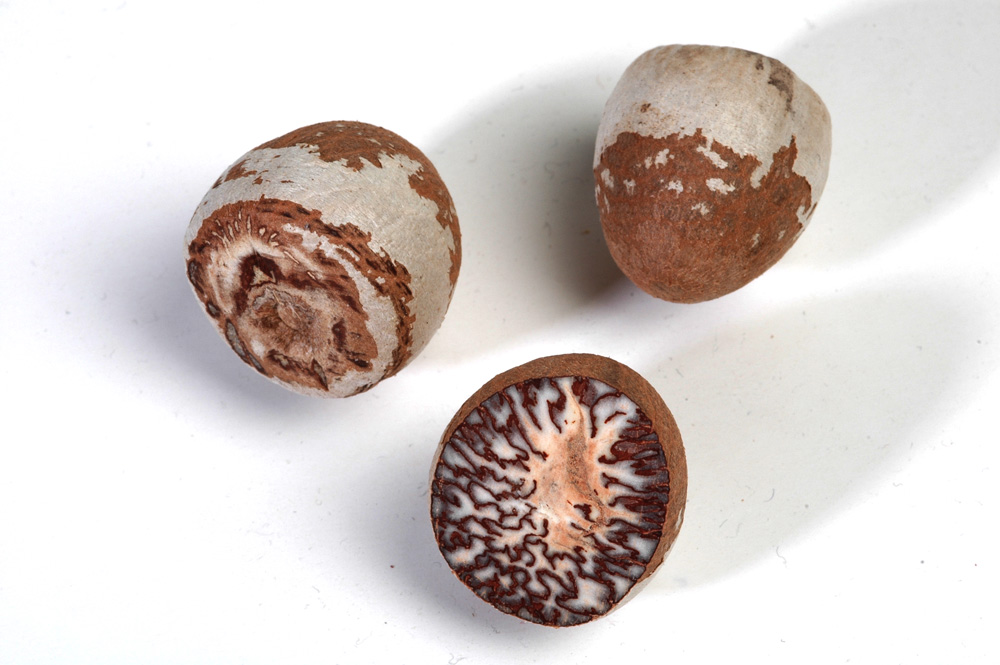
Betelnüsse aus Indien
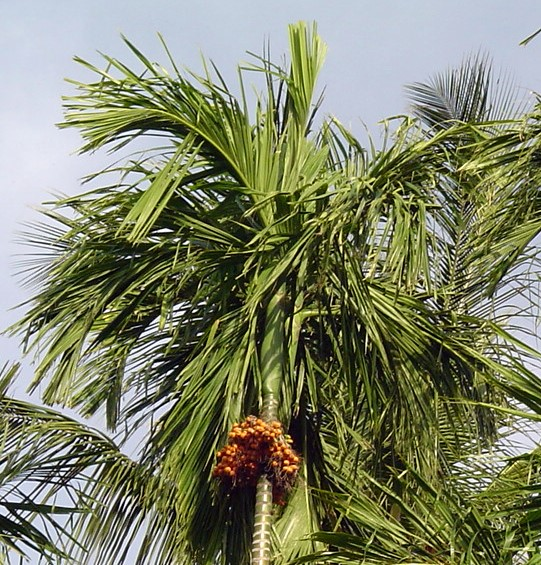
Betelnusspalme